# Emiliano Álvarez
Emiliano Álvarez Arana (* Rentería, 25 de octubre de 1912 - Viña del Mar, 1 de junio de 1987). Fue un ciclista español, profesional entre 1932 y 1939 cuyo mayor éxito deportivo fue la victoria de etapa conseguida en 1936 en la Vuelta a España.

## Palmarés
| 1932 - 1 etapa de la Vuelta a Levante 1933 - 1 etapa de la Vuelta a Levante 1934 - GP Villafranca de Ordizia - Barcelona-Jaca - Burdeos-Cognac-Augloume - Irún | 1935 - Vuelta al Valle de Leniz 1936 - 1 etapa en la Vuelta a España - Gran Prueba Eibarresa 1939 - Circuito de los Puertos Pirenaicos |

## Resultados en Grandes Vueltas y Campeonato del Mundo
Durante su carrera deportiva ha conseguido los siguientes puestos en las Grandes Vueltas y en los Campeonatos del Mundo en carretera:
| Carrera         | 1932 | 1933 | 1934 | 1935 | 1936 | 1937 | 1938 | 1939 |
| --------------- | ---- | ---- | ---- | ---- | ---- | ---- | ---- | ---- |
| Giro de Italia  | -    | -    | -    | -    | -    | -    | -    | -    |
| Tour de Francia | -    | -    | -    | Ab.  | 24º  | -    | Ab.  | -    |
| Vuelta a España | X    | X    | X    | Ab.  | 8º   | X    | X    | X    |
| Mundial en Ruta | -    | -    | -    | -    | -    | -    | -    | X    |

-: No participa

Ab.: Abandono